# Segunda División de la UAR 1969
El Campeonato de Segunda División de la UAR 1969 fue la edición del año para el torneo de segunda categoría de rugby de la Capital Federal y alrededores, bajo el control de la Unión Argentina de Rugby.

## Sistema de disputa
Los 11 equipos se enfrentan entre sí con un formato de todos contra todos a dos ruedas. Una victoria otorga dos puntos, un empate otorga uno y una derrota, ninguno. El equipo con la mayor cantidad de puntos sale campeón.

### Ascensos y descensos
Por la reestructuración del sistema de torneos para el año próximo, los equipos de la Segunda División pasaron a formar parte de la nueva División Superior.

### Cambios de categoría
| Pos. | Descendidos de 1.ª División |
| ---- | --------------------------- |
| 11.º | Obras Sanitarias            |

| Pos. | Ascendidos a 1.ª División |
| ---- | ------------------------- |
| 1.º  | Los Matreros              |

| Pos. | Descendidos a 3.ª de Ascenso |
| ---- | ---------------------------- |
| 11.º | Los Sauces                   |

| Pos. | Ascendidos de 3.ª de Ascenso |
| ---- | ---------------------------- |
| 1.º  | Olivos                       |

## Tabla de posiciones
| Pos. | Equipo             | Encuentros | Encuentros | Encuentros | Encuentros | Tantos | Tantos | Tantos | Puntos |
| Pos. | Equipo             | PJ         | PG         | PE         | PP         | F      | C      | Dif    | Puntos |
| ---- | ------------------ | ---------- | ---------- | ---------- | ---------- | ------ | ------ | ------ | ------ |
| 1.º  | Alumni             | 20         | 15         | 0          | 5          | 239    | 153    | +86    | 30     |
| 2.º  | Curupaytí          | 20         | 14         | 0          | 6          | 247    | 166    | +81    | 28     |
| 3.º  | Gimnasia (BA)      | 20         | 12         | 1          | 7          | 209    | 172    | +37    | 25     |
| 4.º  | Olivos             | 20         | 12         | 1          | 7          | 230    | 179    | +51    | 25     |
| 5.º  | Buenos Aires CRC   | 20         | 12         | 1          | 7          | 209    | 175    | +34    | 25     |
| 6.º  | Obras Sanitarias   | 20         | 11         | 1          | 8          | 220    | 195    | +25    | 23     |
| 7.º  | Champagnat         | 20         | 8          | 1          | 11         | 157    | 180    | -23    | 17     |
| 8.º  | Hindú              | 20         | 6          | 2          | 12         | 140    | 202    | -62    | 14     |
| 9.º  | La Plata           | 20         | 7          | 0          | 13         | 150    | 223    | -73    | 14     |
| 10.º | Deportiva Francesa | 20         | 6          | 0          | 14         | 143    | 192    | -49    | 12     |
| 11.º | Newman             | 20         | 3          | 1          | 16         | 171    | 279    | -108   | 7      |

|  | Campeón.    |
|  | Subcampeón. |

## Campeón
| Alumni Campeón |